# Міжзоряний мандрівник
«Міжзоряний мандрівник»  — роман американського письменника Джека Лондона, що вийшов 1915 року. 
Україномовний переклад роману виконаний Веронікою Гладкою та Катериною Корякіною вийшов у 1930 році у складі 22-го тому повного 30-томного зібрання творів Джека Лонона українською, яке впродовж 1927-30 років видало київське видавництво «Сяйво» за редакцією Освальда Бургардта.

## Сюжет
Історія розповідається від першої особи в'язнем каліфорнійської в'язниці Сан-Квентін (професором агрономії Деррелом Стендінгом), якого облудно засудили до смертної кари. Довгий час Деррел пробув в одиночній камері, де багаторазово зазнавав тортур так званою «гамівною курткою» — клаптем брезента, котрий туго стягує все тіло за принципом шнурівки, викликаючи, до того ж стенокардію.
Намагаючись пом'якшити свої муки, Стендінг пробує метод «малої смерті» (свого роду стан трансу), підказаний йому іншим ув'язненим за допомогою перестукування. В результаті він подорожує серед зірок, потім згадує свої минулі перевтілення, опис яких і є основним обсягом книги.

## Передумови
«Гамівна куртка» дійсно використовувалася в Сан-Квентін за часів написання твору; її опис Джеком Лондоном базувався на інтерв'ю з колишнім каторжанином Едом Морреллом, чиє ім'я було використане для одного з персонажів роману. За участь в бандах, грабуючих в 1890-х залізниці Південної тихоокеанської компанії, Моррел провів чотирнадцять років у в'язницях Каліфорнії (1894-1908), з них п'ять — в одиночній камері. Джек Лондон добився його помилування. Після звільнення Моррел був частим гостем на ранчо письменника.

## Переклади українською
Вперше україномовний переклад роману виконаний Веронікою Гладкою та Катериною Корякіною вийшов у 1930 році у складі 22-го тому повного 30-томного зібрання творів Джека Лонона українською, яке впродовж 1927-30 років видало київське видавництво «Сяйво» за редакцією Освальда Бургардта (зібрання залишилося незавершене, оскільки вийшло лише 27 з 30-ти томів).
Згодом цей же переклад Гладкої та Карякіної неодноразово передруковувався, не раз без зазначення імен перекладачок та згадкою лише про редактора перекладу.
- Джек Лондон. Міжзоряний мандрівник. Пер. з англ.: Вероніка Гладка та Катерина Корякіна // Джек Лондон (1930). Твори у 30 т.: Т. 22. Пер. з англ.: Вероніка Гладка та Катерина Корякіна. Київ: Сяйво. с. ?. {{cite book}}: Недійсний |nopp=n (довідка)
  - (передрук) Джек Лондон (1957). Міжзоряний мандрівник. Пер. з англ.: Вероніка Гладка та Катерина Корякіна[2] (за ред. Ольги Сенюк). Київ: ДВХЛ. с. 256. {{cite book}}: Недійсний |nopp=n (довідка); стрип-маркер ref в |інші= на позиції 51 (довідка)
  - (передрук) Джек Лондон (1972). Міжзоряний мандрівник. Пер. з англ.: В. Гладка та К. Корякіна[2] (за ред. Ольги Сенюк) // Джек Лондон (1972). Твори у 12 т.: Т. 10. Пер. з англ.: В. Гладка та К. Корякіна[2] (за ред. Ольги Сенюк). Київ: Дніпро. с. ?. {{cite book}}: Недійсний |nopp=n (довідка); стрип-маркер ref в |інші= на позиції 39 (довідка)
  - (передрук) Джек Лондон (2020). Міжзоряний мандрівник. Пер. з англ.: Вероніка Гладка та Катерина Корякіна. Харків: Фоліо. с. 288. ISBN 978-966-03-8992-2. {{cite book}}: Недійсний |nopp=n (довідка)[3]